# Nuno Morais
Nuno Miguel Barbosa Morais (Penafiel, Portugal, 29 de enero de 1984) es un exfutbolista portugués que jugaba como centrocampista defensivo, aunque también lo hizo como defensor central.
Fue fichado por el Chelsea en 2004, pero solo permaneció unos meses con el club, pasando la mayor parte de su carrera con el APOEL, ganando dieciséis títulos, incluyendo nueve campeonatos nacionales, y retirándose allí en 2019 siendo el jugador que más veces, 524, había vestido la camiseta del club.

## Trayectoria

### Inicio
Nacido en Penafiel, Morais comenzó su carrera en su club natal FC Penafiel.

### Chelsea Football Club
Pero en agosto de 2004 fue firmado por el Chelsea de Inglaterra por una cuota no revelada, en un contrato de tres años después de un exitoso período de prueba. Hizo su debut en el Chelsea en una victoria en la FA Cup contra Scunthorpe United en enero de 2005, jugando los 90 minutos completos. Su primera aparición en la Premier League ocurrió el 10 de mayo de 2005, como suplente tardío en un triunfo por 3-1 sobre el Manchester United. 
Debido al hecho de que Morais luchó por conseguir la primera acción del equipo en su primera temporada, fue cedido al C.S. Marítimo en 2005-06, junto con su compatriota Filipe Oliveira. En ese verano, apareció dos veces para los portugueses de menos de 21 años en el Campeonato de Europa Sub-21 de la UEFA en casa, con Oliveira.
De regreso a Chelsea, Morais sólo apareció dos veces en la liga, totalizando menos de veinte minutos en casa empates contra el Manchester United y el Everton y jugando tres veces la Copa de FA y la Copa de la Liga de Fútbol combinado.

### APOEL FC
El 11 de mayo de 2007 firmó un contrato de dos años con el campeón chipriota APOEL de Nicosia, en una transferencia libre. 
Durante su estancia en Nicosia, Morais se convirtió en centrocampista defensivo y firmó un nuevo contrato hasta junio de 2012. Desde su debut fue una unidad defensiva esencial, ya que el equipo ganó, entre otros trofeos, seis campeonatos, tres copas y cuatro copas ; También apareció en los seis partidos de la fase de grupos del club en su primera participación en la Liga de Campeones.
En la Liga de Campeones de 2011-12, Morais fue un abridor indiscutible para el APOEL al llegar a cuartos de final por primera vez, jugando los diez partidos - incluyendo el triunfo de la ronda de 16 sobre el Olympique Lyonnais donde convirtió su intento en La tanda de penaltis. El 4 de mayo de 2012, accedió a una prórroga de tres años de su vínculo.
Durante 2013-14, Morais apareció en todos los partidos de la fase de grupos en la campaña de la UEFA Europa League del APOEL y anotó el 2-1 al FC Girondins de Bordeaux en el GSP Stadium. La temporada siguiente, él era también una primera opción automática en la campaña de Champions League de su equipo. 
El 7 de mayo de 2016, después de su aparición en liga contra Apollon Limassol, Morais alcanzó 251 partidos de liga para el APOEL y se convirtió en el extranjero con la mayoría de apariciones en la historia de la división superior chipriota. El 16 de agosto, después de jugar contra F.C. Copenhagen en la ronda de play-off de la Liga de Campeones, llegó a un club de 81 mejores apariciones en competiciones europeas. 

## Clubes
| Club                 | País       | Año       |
| -------------------- | ---------- | --------- |
| FC Peñafiel          | Portugal   | 2002-2004 |
| Chelsea F.C.         | Inglaterra | 2004-2007 |
| CS Marítimo (cedido) | Portugal   | 2005-2006 |
| APOEL FC             | Chipre     | 2007-2019 |

## Palmarés

### Títulos nacionales
| Título                        | Club             | País       | Año  |
| ----------------------------- | ---------------- | ---------- | ---- |
| Premier League                | Chelsea          | Inglaterra | 2005 |
| Copa de la Liga de Inglaterra | Chelsea          | Inglaterra | 2007 |
| FA Cup                        | Chelsea          | Inglaterra | 2007 |
| Copa de Chipre                | APOEL de Nicosia | Chipre     | 2008 |
| Supercopa de Chipre           | APOEL de Nicosia | Chipre     | 2008 |
| Primera División de Chipre    | APOEL de Nicosia | Chipre     | 2009 |
| Supercopa de Chipre           | APOEL de Nicosia | Chipre     | 2009 |
| Primera División de Chipre    | APOEL de Nicosia | Chipre     | 2011 |
| Supercopa de Chipre           | APOEL de Nicosia | Chipre     | 2011 |
| Primera División de Chipre    | APOEL de Nicosia | Chipre     | 2013 |
| Supercopa de Chipre           | APOEL de Nicosia | Chipre     | 2013 |
| Primera División de Chipre    | APOEL de Nicosia | Chipre     | 2014 |
| Copa de Chipre                | APOEL de Nicosia | Chipre     | 2014 |
| Primera División de Chipre    | APOEL de Nicosia | Chipre     | 2015 |
| Copa de Chipre                | APOEL de Nicosia | Chipre     | 2015 |
| Primera División de Chipre    | APOEL de Nicosia | Chipre     | 2016 |
| Primera División de Chipre    | APOEL de Nicosia | Chipre     | 2017 |
| Primera División de Chipre    | APOEL de Nicosia | Chipre     | 2018 |
| Primera División de Chipre    | APOEL de Nicosia | Chipre     | 2019 |